# Tautalo
Tautalo ist eine osttimoresische Aldeia im Suco Hatuquessi (Verwaltungsamt Liquiçá, Gemeinde Liquiçá). 2015 lebten in der Aldeia 808 Menschen.
Tautalo reicht vom Westen, über das Zentrum, bis in den Norden des Sucos Hatuquessi. Nordöstlich liegen die Aldeias Hatarlema und Hatuquessilete, östlich die Aldeia Caidico und südlich die Aldeia Caicoletohoho. Im Westen grenzt Tautalo an das Verwaltungsamt Maubara mit seinem Suco Vatuvou.
Das Ortszentrum des Dorfes Tautalo liegt im Westen der Aldeia Tautalo. Südlich entspringt der Manobira, der zum Flusssystem des Lóis gehört. Die weitere Besiedlung liegt verstreut in der gesamten Aldeia.

## Politik
2023 wurde Egidio dos Santos Correia zum Chefe de Aldeia gewählt.